# North European Volleyball Zonal Association
La North European Volleyball Zonal Association, conosciuta anche con l'acronimo di NEVZA, è una federazione sportiva di pallavolo e beach volley, afferente alla CEV, che riunisce otto federazioni nazionali dell'area dell'Europa settentrionale.

## Storia
La North European Volleyball Zonal Association venne fondata nel 2002: aderirono le federazioni della Danimarca, Finlandia, Fær Øer, Groenlandia, Inghilterra, Islanda, Norvegia e Svezia. 
Nel 2003, come sede, venne scelta Helsinki.

## Federazioni affiliate
| Codice | Paese       | Federazione                                      |
| ------ | ----------- | ------------------------------------------------ |
| DNK    | Danimarca   | Dansk Volleyball Forbund                         |
| FIN    | Finlandia   | Suomen Lentopalloliitto                          |
| FRO    | Fær Øer     | Flogbóltssamband Føroya                          |
| GRL    | Groenlandia | Kalaallit Nunaanni Volleyballertartut Kattuffiat |
| ENG    | Inghilterra | English Volleyball Association                   |
| ISL    | Islanda     | Blaksamband Íslands                              |
| NOR    | Norvegia    | Norges Volleyballforbund                         |
| SWE    | Svezia      | Svenska Volleybollförbundet                      |

## Competizioni per club
- Nordic Club Championships femminile
- Nordic Club Championships maschile